# Till främmande hamn
Till främmande hamn (engelska: Between Two Worlds) är en amerikansk dramafilm från 1944 i regi av Edward A. Blatt. Det är en filmatisering av Sutton Vanes pjäs Outward Bound från 1923. I huvudrollerna ses John Garfield, Paul Henreid och Sydney Greenstreet.

## Handling
Ett antal personer vaknar upp på ett fartyg utan minsta minne om hur de hamnade där, men gradvis går det upp för dem vad som försiggår.

## Rollista
- John Garfield - Tom Prior
- Paul Henreid - Henry Bergner
- Sydney Greenstreet - Tim Thompson
- Eleanor Parker - Ann Bergner
- Edmund Gwenn - Scrubby
- George Tobias - Pete Musick
- George Coulouris - Mr. Lingley
- Faye Emerson - Maxine Russell
- Sara Allgood - Mrs. Midget
- Dennis King - William Duke
- Isobel Elsom - Genevieve Cliveden-Banks
- Gilbert Emery - Benjamin Cliveden-Banks